# کفر آوراهام
کفر آوراهام (به لاتین: Kfar Avraham) یک منطقهٔ مسکونی در اسرائیل است که در پتخ تیکوا واقع شده‌است.